# Klaus-Dieter Zimmermann
Klaus-Dieter Zimmermann (* 29. März 1939 in Gera; † 14. Juli 2023 in Frankfurt (Oder)) war ein deutscher Geologe und Sachbuchautor.

## Werdegang
Zimmermann besuchte in Gera Volks- und Oberschule und legte dort 1957 das Abitur ab. Von 1957 bis 1962 studierte Zimmermann an der Universität Jena Mineralogie.  Danach arbeitete er als Diplom-Mineraloge und Petrograph in verschiedenen Betrieben und Instituten in der geologischen Erkundung. 1970 promovierte Zimmermann an der Bergakademie Freiberg über die Bildung oolithischer Eisenerze in der westlichen Prignitz. Danach arbeitete er in Frankfurt (Oder). Bis 1988 untersuchte Zimmermann Betonschäden beim Einsatz alkaliempfindlicher Zuschlagstoffe. Danach untersuchte er makropetrographisch erkennbare Strukturen, floristische Reste und Eignung von Braunkohlen im geologischen Erkundungsgebiet Eisenhüttenstadt-Wellmitz. Ab 1990 leitete Zimmermann das Amt für Umwelt und Naturschutz der Stadtverwaltung Frankfurt (Oder). In dieser Funktion war er unter anderem für die Altbergbaugefährdung im Frankfurter Stadtgebiet zuständig. Am 1. August 2001 ging er in den Ruhestand.

## Schriften
- Mineralogisch-petrographische Untersuchungen an brauneisenooidführenden Gesteinen des Ober-Oxford in der Westlichen Prignitz. Freiberg 1970 (Dissertation)
- Braunkohle an der Oder. Die Geschichte des märkischen Braunkohlebergbaus in der Region Frankfurt (Oder) und Prieskow-Finkenheerd. Berlin 2003, ISBN 978-3-932756-92-4, 2., verb. und erw. Aufl. 2009, ISBN 978-3-937494-89-0
- Geschichte der Abfallwirtschaft in der Stadt Frankfurt (Oder). Berlin 2005, ISBN 978-3-937494-13-5
- Tonvorkommen, ehemalige Ziegeleien und Ziegelbauten in Frankfurt (Oder). Ein Beitrag zur Geschichte der Ziegelindustrie im Land Brandenburg. Berlin 2008, ISBN 978-3-937494-52-4